# 大王山国家森林公园
大王山国家森林公园位于广东省云浮市郁南县都城镇城区，主要由大王山山体构成，总面积为为1213.15公顷。